# Catacombe van Marcus en Marcellianus
De Catacombe van Marcus en Marcellianus (Italiaans: Catacomba dei Santi Marco e Marcelliano) is een van de catacombecomplexen in de Italiaanse stad Rome. De catacombe ligt tussen de oude Via Appia en de Via Ardeatina, in de moderne wijk Ardeatino. Het vormt een van de funeraire gebieden van wat archeologen het Callistian-complex noemden, gelegen tussen de oude Via Appia, de Via Ardeatina en de Vicolo delle Sette Chiese, en waaronder deze catacombe, de Catacombe van Sint-Calixtus en de Catacombe van Balbina vallen.

## Toponiem
In oude bronnen staat de catacombe bekend als de begraafplaats van Basileo ad sanctum Marcum et Marcellianum. Deze dubbele bewoording geeft aanvankelijk de naam aan van de eigenaar van het land waarin de catacombe is opgegraven, namelijk Basileus. Na het Edict van Milaan van 313 draagt de catacombe de naam van de bekendste martelaren die daar begraven zijn, Marcus en Marcellianus.
Vaak wordt ze ook wel begraafplaats van de Heiligen Marcus en Marcellianus en van Paus Damasus genoemd. Naast de twee heiligen die gemarteld werden met paus Cajus (296) en begraven werden in een basiliek boven de grond, herbergde de plaats een tweede basiliek in de openlucht waar de begrafenis was die paus Damasus I voor zichzelf had uitgekozen, voor zijn moeder Lorenza en zijn zus Irene.
Er is geen restant van deze bovengrondse structuren meer te zien. Bovendien vermelden de oude bronnen geen andere martelaren, dus de catacombe bewaart geen ondergrondse plaats van aanbidding.

## Geschiedenis en beschrijving
De catacombe werd voor het eerst bezocht, na de lange middeleeuwse periode van vergetelheid, door Antonio Bosio, die het in 1596 verkende en het beschreef in zijn postume werk Roma sotterranea (1632). Het werd vervolgens opnieuw verkend door Giovanni Battista de Rossi in 1868, die het echter ten onrechte identificeert met de begraafplaats van Balbina.
Joseph Wilpert, die in de jaren 1902-1905 systematische opgravingen in de bovengrond uitvoerde, identificeert het complex uiteindelijk met de catacombe van de heiligen Marcus en Marcellianus. Hij vond, onder de binnenplaats van het San Tarcisio-instituut (later van de Salesianen), enkele apsidale structuren (die hij identificeerde met de basilieken waarvan de oude bronnen spreken) en de zogenaamde crypte van de vier zuilen, met zijn opmerkelijke schilderingen. De ontdekking van een fragment van een inscriptie van paus Damasus, en van twee graffiti-inscripties die verwijzen naar de twee martelaren, zijn het definitieve bewijs van de identificatie van het complex, tegenover de controverse opgeworpen door Orazio Marucchi, die het in plaats daarvan identificeerde met het heiligdom van de Griekse martelaren.
In de twintigste eeuw werden nieuwe opgravingen uitgevoerd in 1947 door Antonio Ferrua, en de topografie van het complex werd systematisch bestudeerd door monseigneur Patrick Saint-Roch, rector van het Pauselijk Instituut voor Christelijke Archeologie. De opgravingen van Saint-Roch hebben, althans gedeeltelijk, licht geworpen op de topografie van de catacombe en de datering ervan. De archeoloog heeft het bestaan van een reeks gebieden geïdentificeerd, die een periode bestrijken die varieert van de late Constantijnse periode tot het einde van de vierde eeuw.
Het centrale gedeelte, waaruit alle andere delen zich ontwikkelden, begint bij een trap gebouwd na 331 (datum van een grafinscriptie gevonden in de directe omgeving), en wordt gekenmerkt door architectonisch complexe kamers, met afbeeldingen en marmeren decoraties. Hier vinden we de kamer "van de zuilen" (midden 4e eeuw) met rijke versieringen van marmer en mozaïeken, en de kamer "van de twaalf apostelen" (tweede helft van de 4e eeuw). Het centrale gedeelte bleef in gebruik tot de laatste decennia van de 4e eeuw, zoals blijkt uit de chronologie van de grafinscripties.
Waarschijnlijk moeten de graven van de vereerde martelaren in dit gebied zijn geweest, gezien de grote menigte begrafenissen (destijds geloofde men dat begraven in de buurt van het graf van een martelaar zijn voorspraak in het hiernamaals verdiende); andere geleerden geloven in plaats daarvan dat de overblijfselen van de twee martelaren onder het altaar van de door Damasus opgerichte bovengrondse basiliek werden bewaard.
De anderen ontwikkelen zich vervolgens vanuit dit centrale gedeelte, allemaal gedateerd in de tweede helft van de 4e eeuw, waarvan er één drie verdiepingen heeft. Er werd een nieuwe trap gebouwd om toegang te krijgen tot de begraafplaats, die toen een aanzienlijke omvang had bereikt. Tegen het einde van de eeuw begonnen zich kleine kernen te ontwikkelen die zich onderscheiden van de rest van de begraafplaats, waarschijnlijk de plek van begrafenissen van rijke families. Al deze kernen lijken te zijn gebruikt tot het begin van de 5e eeuw, zoals blijkt uit de inscripties; later houdt het grafgebruik van de catacombe op, terwijl het bezoek aan het heiligdom van de twee martelaren doorgaat tot de 9e eeuw, wanneer hun relieken worden overgebracht naar de kerk van Santi Cosma e Damiano in Via Sacra.